# Didelotia letouzeyi
Espèce
Didelotia letouzeyi, aussi appelé gombé,est une espèce de plantes à fleurs de la famille des Fabaceae (ex Caesalpiniaceae). Ses diverses appellations vernaculaires sont : Ekop-gombé ou Gombé (Cameroun), Broutou ou Toubaouaté (Côte d'Ivoire), Angok ou Tomé (Gabon), Bondu (Liberia) et Timba (Sierra Leone). Ses synonymes botaniques sont : Didelotia africana Baill., Didelotia brevipaniculata J. Léonard, Didelotia idae Oldeman & Al. Et Didelotia p.p. L'épithète letouzeyi fait référence au botaniste français René Letouzey. Il s’agit d’une espèce rare que l’on retrouve disséminée pied par pied dans la forêt primitive et souvent dans les peuplements d’Andoungs au Gabon, mais aussi au Cameroun et dans le Mayombe congolais. Le gombé est semblable à l’okoumé et on confond aussi souvent Didelotia letouzeyi avec Didelotia africana.

## Description
Cet arbre peut atteindre un gros diamètre, la base de son fût comportant en général un très léger épaississement. Le fût élevé, est droit et cylindrique. Son écorce est de couleur brun-vert, parfois orangée. Le rhytidome s’exfolie par endroits en grandes plaques irrégulières et minces, sous lesquelles le rhytidome interne ressort piqueté de nombreuses lenticelles mesurant quelques centimètres. Son épaisseur est de 2 mm, formé par une pellicule superficielle brun-vert et d’une couche granuleuse ocre clair. L’écorce interne fait 10 mm d’épaisseur lors d’une section. La tranche est fibreuse, rose et tendre avec sous l’écorce un aubier blanc. À la suite de blessures fréquentes entre l’écorce et l’aubier, il peut y avoir des dépôts gélatineux de couleur blanchâtre ou jaunâtres. La feuille est composée de 2 folioles falciformes et le fruit est une gousse oblongue qui s’ouvre en deux valvesydiderplt ligneuses, de couleur brun-marron brillant avec de légères rides sur la face externe. Le bois est parfait, de couleur rose-saumon avec quelques veines d’un brun verdâtre et mi-tendre voire à grain grossier.

## Utilité
Les utilisations principales du gombé sont : la fabrication de cercueil, charpente, coffrage, emballage ou caisserie, escalier d’intérieur, face ou contreface de contreplaqué, fermeture et volet, fond de véhicule ou de conteneur, intérieur de contreplaqué, lambris, lamellé-collé, menuiserie extérieure, menuiserie intérieure, meuble courant ou élément meublant, moulure, ossature, placage tranché, siège. Le gombé présente une bonne tenue lors de l’assemblage via clouage ou vissage.

### Description de la grume
Son diamètre est de 80 à 120 cm avec une épaisseur de l’aubier de 5 à 10 cm. Il est flottable mais sa conversation en forêt est d’un indice faible nécessitant alors un traitement.

### Description du bois
Le bois est rose-saumon avec un aubier bien distinct, un grain moyen et un fil droit ou contrefil, ce dernier étant léger.

### Durabilité naturelle et imprégnabilité du bois
Le gombé a une faible résistance aux champignons (classe 4) et est sensible aux termites (classe S). Il reste résistant aux insectes de bois sec (classe D avec un aubier distinct et un risque limité à l’aubier), est peu imprégnable (classe 3) et fait partie de la classe 2 concernant sa durabilité naturelle à l’intérieur ou sous abri (risque d’humidification). Ce bois nécessite un traitement de préservation adapté en cas d’humidification temporaire et dans le cas d’humidification permanente son utilisation n’est pas conseillée.

### Réaction au feu
Selon le classement conventionnel français, avec une épaisseur > 14mm, ce bois est moyennement inflammable (M3). Pour une épaisseur < 14mm le gombé est facilement inflammable (M4). Il est classé D-s2,d0 par euroclass, classement répondant aux exigences de la norme NF EN 14081-1 (avril 2016).

### Classements commerciaux
Le gombé est classé selon le classement SATA (1996) parmi les produits sciés comme étant :
pour le « marché général »
- classements possibles avivés : choix I, II, III et IV
- classement possibles coursons : choix I et II
- classement possibles coursons de chevrons : choix I, II et III

pour les « marchés particuliers »
- classement possibles frises et planchettes : choix I, II et III
- classement possibles chevrons : choix I, II et III